# Gundersreuth

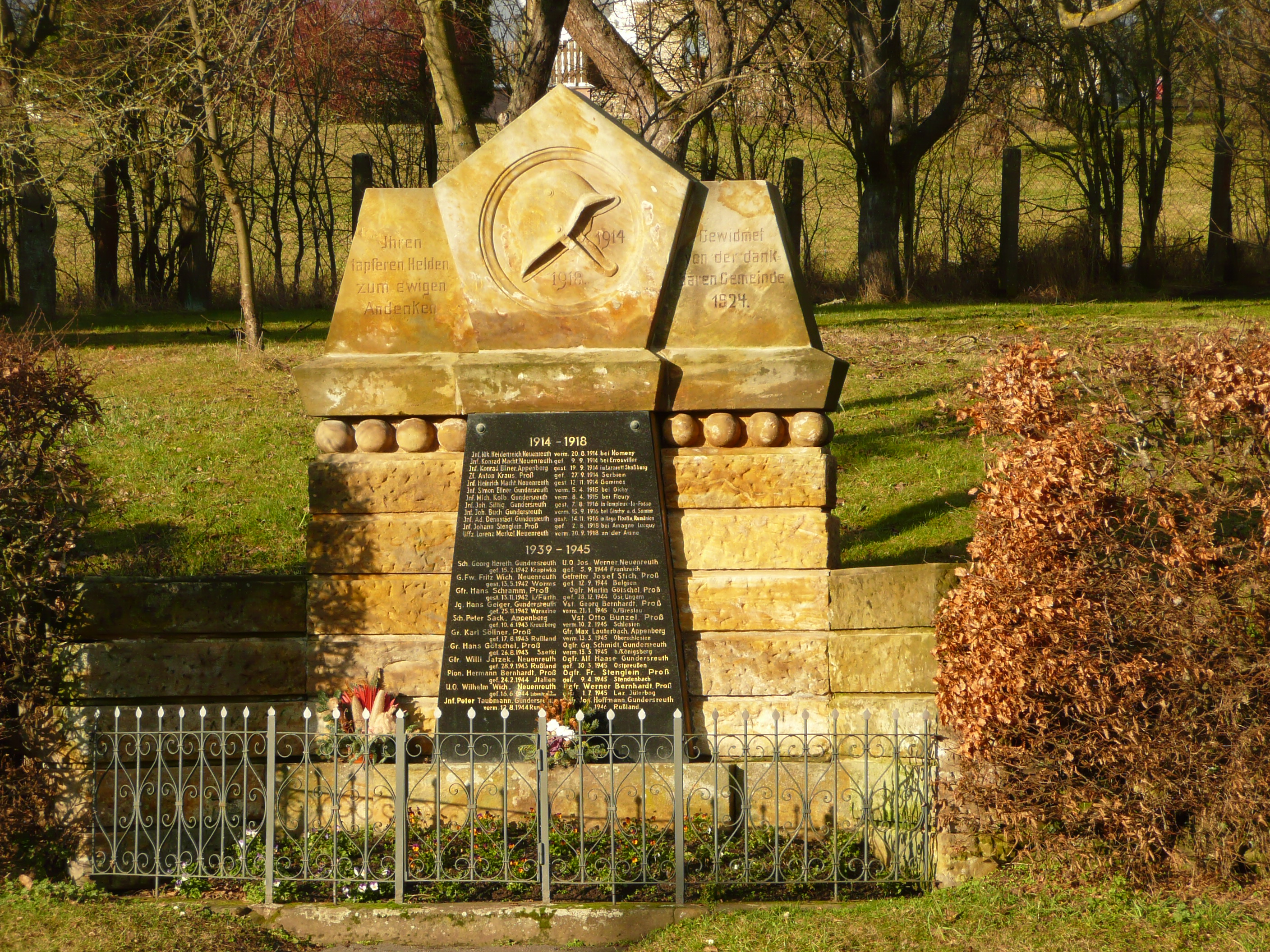
Das Gefallenendenkmal

Gundersreuth (oberfränkisch: Wunnersch-raid) ist ein Gemeindeteil des Marktes Mainleus im Landkreis Kulmbach (Oberfranken, Bayern). Gundersreuth liegt in der Gemarkung Proß.

## Geografie
Das Dorf liegt am oberen Lauf des Aubaches. Die Kreisstraße KU 32 führt an Neuenreuth vorbei zur Kreisstraße KU 6 (2,1 km nordwestlich) bzw. nach Katschenreuth zur Staatsstraße 2190 (2,9 km östlich).

## Geschichte
Der Ort wurde 1398 als „Gundolzrewt“ im Landbuch der Plassenburg erstmals urkundlich erwähnt. Das Bestimmungswort des Ortsnamens ist der Personenname Gundowald.
Gegen Ende des 18. Jahrhunderts gab es in Gundersreuth 14 Anwesen. Das Hochgericht und die Dorf- und Gemeindeherrschaft übten die Giech’schen Ämter Thurnau und Peesten aus. Grundherren waren das Amt Thurnau (1 Söldengut, 2 Sölden, 1 Haus, 1 Tropfhäuslein), das Amt Peesten (1 Sölde) und die Hospitalverwaltung Thurnau (3 Gütlein, 3 Halbgütlein, 1 Söldengut, 1 Halbsöldengut).
Von 1797 bis 1810 unterstand der Ort dem Patrimonialgericht Thurnau. 1810 kam Gundersreuth zum Königreich Bayern. Mit dem Gemeindeedikt wurde Gundersreuth dem 1811 gebildeten Steuerdistrikt Peesten zugewiesen und mit dem Zweiten Gemeindeedikt von 1818 der Ruralgemeinde Proß. Im Zuge der Gebietsreform in Bayern wurde Gundersreuth am 1. Juli 1976 in den Markt Mainleus eingegliedert.

## Baudenkmäler
- Denkmal für die Gefallenen beider Weltkriege

## Religion
Gundersreuth ist seit der Reformation evangelisch-lutherisch geprägt und nach St. Aegidius (Melkendorf) gepfarrt.